# Битва на Соммі (1918)
Битва на Соммі (1918) (фр. Bataille de la Somme (1918) або Друга битва на Соммі (англ. Second Battle of the Somme) (21 серпня—3 вересня) — наступальна операція військ Британської імперії за підтримки американського корпусу, що проводилася з 21 серпня до 3 вересня 1918 року в долині річки Сомма. Битва була частиною загального стратегічного наступу Антанти на Західному фронті, який пізніше став відомий як Стоденний наступ, що в підсумку призвела до перемоги союзників у Першій світовій війні.

## Історія

### Передумови
15 серпня британський фельдмаршал Дуглас Гейґ відмовився від вимог верховного головнокомандувача Об'єднаними збройними силами маршала Фердинанда Фоша продовжити наступ на Ам'єн, оскільки ця операція почала зазнавати певних проблем, оскільки наступаючі війська випереджали постачання та артилерію, і ставала ризикованою через те, що потужні німецькі резерви переміщалися в цей сектор для протидії наступу противника. Натомість Гейґ почав планувати наступ на Альбер, який почався 21 серпня. Основний удар завдавала британська 3-тя армія, посилена американським II корпусом.

### Битва
Друга битва на Соммі почалася 21 серпня боями у другій битві при Бапомі на північ від самої річки. Поступово це переросло в загальний наступ, який відкинув 2-гу німецьку армію на 55-кілометровий фронт, від південній околиці Дуе до Ла-Фер, на південь від Сен-Кантена. 22 серпня Альбер був визволений від німців. 26 серпня британська 1-ша армія розширила смугу наступу ще на дванадцять кілометрів; бойові дії на цьому напряму фронту іноді називають третьою битвою біля Аррасу. 29 серпня союзники здобули Бапом. В ніч на 31 серпня Австралійський корпус лейтенант-генерала Джона Монаша перетнув річку Сомму і пробив німецьку оборону на рубежах в битві за гору Мон Сен-Квентін і в битві при Перонні. Командувач 4-ї британської армії генерал Генрі Роулінсон назвав досягнення Австралії 31 серпня — 4 вересня найбільшим військовим досягненням у війні.
Вранці 2 вересня Канадський корпус лейтенант-генерала Артура Каррі захопив контроль над лінією Дрокур-Кен (яка являла собою західний край лінії Гінденбурга). Битва велася канадськими 1-ю і 4-ю дивізіями та британською 52-ю дивізією. Німецький кайзерівській армії були завдані значні втрати, зокрема канадці захопили в полон понад 6 тис. німців. Втрати Канади склали 5600 осіб. До полудня того дня німецький командувач Еріх Людендорф вирішив віддати наказ про відхід за Північний канал.
До 3 вересня німці були вимушені відступити до лінії Гінденбурга, з якої вони навесні розпочали свій стратегічний наступ.
На шляху до лінії Гінденбурга в запеклій битві канадські війська на чолі з генералом сером Артуром Каррі подолали фортифікаційні укріплення незавершеного Північного каналу під час битви за канал.
Наприкінці вересня/на початку жовтня однією з епічних битв усієї війни став прорив британськими, австралійськими та американськими військами (під командуванням австралійського генерала Джона Монаша) лінії Гінденбурга. Незабаром після цього канадці прорвали лінію Гінденбурга в битві при Камбре.